# 笑福亭小松
笑福亭 小松（しょうふくてい こまつ、1957年2月22日 - 2014年8月2日）は、元落語家。本名は夏 東雁（하동안 / か とうがん、ハ トンアン）で、韓国籍。別名 夏川鴈二郎。滋賀県草津市出身。

## 来歴・人物
兄弟弟子の笑福亭鶴瓶にかわいがられた。師匠から破門された際、他の弟子のように罵詈雑言を並べて怒鳴られることなく、逆に頭を下げられ「頼むから辞めておくんなはれ」と懇願される。1998年2月から130日かけて、鹿児島から北海道まで徒歩で全国縦断を達成。これが雑誌、新聞、テレビで取り上げられ、映画『勇気の3000キロ』のモデルにもなった。各地で「がん克服落語会」のチャリティー高座を開催した。
後述する略歴のとおり、落語家を廃業した現状が明らかとなっている。2009年4月の時点では、自費出版のCDを製作・発売しながら歌手活動を行っていることが、近況として伝えられていた。2013年12月、快楽亭ブラックと大須演芸場で二人会を開き、満員札止め（140名超え）で復活をはたす。
2014年8月2日、急性心筋梗塞のため滋賀県草津市の自宅で死去。57歳没。

## 略歴
- 1972年4月 草津市立草津中学校卒業後6代目笑福亭松鶴に10番弟子として入門。
- 1977年 破門され、東京進出。コロムビアトップに師事。青空一門の漫才師として青空ピン児と漫才コンビ「青空ピン児・ポン児」を結成。
- 1979年 NHK新人漫才コンクールで最優秀賞を受賞。
- 1982年 漫才コンビを解散。島田洋七の弟分となり、コアラと改名（同名のタレントとは無関係）。大阪に戻り、上方落語界に復帰。笑福亭枝雁を名乗る。
- 1984年 芸名を笑福亭枝鴈に改名。
- 1986年 芸名を笑福亭小松に戻す。
- 1996年 覚醒剤取締法違反（使用）容疑で1度目の逮捕。
- 1997年 進行性胃がんで余命半年と告知され、胃・脾臓の全てと膵臓の半分を摘出。
- 2000年 「小松のらくだ」で文化庁芸術祭演芸部門優秀賞を受賞。
- 2006年 所属事務所の松竹芸能との契約を解除。上方落語協会により笑福亭一門の系図から外され事実上の破門となり、落語家を廃業。
- 2007年 覚醒剤取締法違反（使用）容疑で逮捕（2度目）され、執行猶予付きの有罪判決。
- 2009年 執行猶予期間中の6月に覚醒剤取締法違反（使用）容疑で逮捕（3度目）された[5]。9月、京都地裁で懲役1年6月の実刑判決を受けた[6]。
- 2014年8月2日、急性心筋梗塞のため死去。

## 著書
- 『日本列島徒歩縦断!がん克服落語会』（講談社、1998年）ISBN 4-06-209392-8
- 『吾輩はがんである』（講談社、2002年）ISBN 4-06-211561-1
- 『前略がん患者さま:ベテラン患者より、元気の出る噺を一席』（PHP研究所、2005年）ISBN	4-569-64196-2